# Geeving
Geeving es el álbum debut de la banda de rock canadiense Abandon All Ships.Fue lanzado el 5 de octubre de 2010 en Universal Music Canada, Rise, Velocity, Underground Operations. El álbum alcanzó el puesto número 27 en el Canadian Hot 100 , y el número 16 en el Billboard Heatseekers superior del gráfico.
Solo el sencillo "Take One Last Breath", fue lanzado el 29 de junio de 2010 para descarga digital. Se logró colocar en el número 5 en la lista de Rock de Canadá y el número 65 en las listas de pop canadiense.Un vídeo musical dirigido por Davin Negro se estrenó en MTV Headbanger's Ball el 24 de agosto de 2010, y VH1 el 27 de agosto.El segundo single del álbum, "Megawacko 2.1", fue lanzado el 24 de agosto de 2010 para la descarga digital,mientras que el video musical se estrenó en MuchMusic el mismo día. A la cara B del álbum, fue "Maria (I Like It Loud)", disponible para descarga gratuita en línea. Es el último álbum para ofrecer el guitarrista Kyler Stephen Browne, así como Daniel y Paiano Andrew.

## Lista de canciones
Todas las canciones escritas y compuestas por Abandon All Ships. 
| N.º | Título                                                         | Duración |  |
| 1.  | «Bro My God»                                                   | 2:34     |  |
| 2.  | «Geeving» (featuring Jhevon Paris)                             | 3:36     |  |
| 3.  | «Megawacko 2.1»                                                | 3:52     |  |
| 4.  | «When Dreams Become Nightmares»                                | 3:51     |  |
| 5.  | «Strange Love»                                                 | 1:07     |  |
| 6.  | «Family Goretrait» (featuring Rody Walker of Protest the Hero) | 3:14     |  |
| 7.  | «Guardian Angel» (featuring Lena Katina)                       | 4:10     |  |
| 8.  | «Structures»                                                   | 3:36     |  |
| 9.  | «Heaven»                                                       | 3:30     |  |
| 10. | «Take One Last Breath»                                         | 3:40     |  |

## Músicos
Abandon All Ships 
- Angelo Aita – Voz sucia, compositor
- Martin Broda– Voz limpia, Bajo, compositor
- Kyler Stephen Browne - Guitarra
- Andrew Paiano - Guitarra, Bajo, Batería, compositor
- Daniel Paiano -Batería, compositor
- Sebastian Cassisi-Núñez - Teclado, Programación, compositor

Cantante Invitados
- Jhevon Paris – vocalista invitado en la pista 2
- Rody Walker – vocalista invitado en la pista 6
- Lena Katina –  vocalista invitado en la pista 7

- Datos: Q5530005